# 杰里·弗雷什曼
杰尔姆·弗雷什曼（英語：Jerome Fleishman，1922年2月14日—2007年6月20日），美国NBA联盟的前职业篮球运动员。
弗萊什曼（Fleishman）是來自紐約大學的6'2“得分後衛，曾在費城勇士隊和紐約尼克斯隊的美國籃球協會/國家籃球協會效力五個賽季（1946-1950； 1952-1953）。他在他的職業的平均得分為5.8，並於1947年獲得聯賽冠軍。